# Vito Plut
Vito Plut (Semič, 8 luglio 1988) è un calciatore sloveno, attaccante dello Sliema Wanderers.

## Carriera

### Club
Nella prima giornata del campionato 2010-2011 realizza una tripletta nella partita Maribor-Triglav Kranj (5-0).
Nel maggio 2021 si è trasferito al St. Lucia, club della massima serie maltese. Il 30 maggio 2022 si accorda con il Gudja Utd.

### Nazionale
Ha giocato nelle nazionali giovanili slovene Under-20 ed Under-21.

## Statistiche

### Presenze e reti nei club
Statistiche aggiornate all'11 dicembre 2022.
| Stagione               | Squadra                | Campionato             | Campionato | Campionato | Coppe nazionali | Coppe nazionali | Coppe nazionali | Coppe continentali | Coppe continentali | Coppe continentali | Altre coppe | Altre coppe | Altre coppe | Totale | Totale |
| Stagione               | Squadra                | Comp                   | Pres       | Reti       | Comp            | Pres            | Reti            | Comp               | Pres               | Reti               | Comp        | Pres        | Reti        | Pres   | Reti   |
| ---------------------- | ---------------------- | ---------------------- | ---------- | ---------- | --------------- | --------------- | --------------- | ------------------ | ------------------ | ------------------ | ----------- | ----------- | ----------- | ------ | ------ |
| 2008-2009              | Maribor                | 1.SNL                  | 18         | 4          | CS              | 1               | 0               | -                  | -                  | -                  | -           | -           | -           | 19     | 4      |
| 2009-2010              | Maribor                | 1.SNL                  | 29         | 7          | CS              | 5               | 2               | UCL+UEL            | 0                  | 0                  | SS          | 0           | 0           | 34     | 9      |
| 2010-gen. 2011         | Maribor                | 1.SNL                  | 17         | 3          | CS              | 2               | 0               | UEL                | 3                  | 0                  | SS          | 0           | 0           | 22     | 3      |
| Totale Maribor         | Totale Maribor         | Totale Maribor         | 64         | 14         |                 | 8               | 2               |                    | 3                  | 0                  |             | 0           | 0           | 75     | 16     |
| gen.-giu. 2011         | Gorica                 | 1.SNL                  | 16         | 7          | CS              | -               | -               | -                  | -                  | -                  | -           | -           | -           | 16     | 7      |
| 2011-2012              | Gorica                 | 1.SNL                  | 35         | 17         | CS              | 3               | 0               | -                  | -                  | -                  | -           | -           | -           | 38     | 17     |
| ago. 2012              | Gorica                 | 1.SNL                  | 3          | 0          | CS              | 0               | 0               | -                  | -                  | -                  | -           | -           | -           | 3      | 0      |
| Totale Gorica          | Totale Gorica          | Totale Gorica          | 54         | 24         |                 | 3               | 0               |                    | -                  | -                  |             | -           | -           | 57     | 24     |
| ago. 2012-2013         | Waasland-Beveren       | D1                     | 16+4       | 0          | CB              | 2               | 1               | -                  | -                  | -                  | -           | -           | -           | 22     | 1      |
| 2013-2014              | Saarbrücken            | DL                     | 17         | 0          | CG              | 1               | 0               | -                  | -                  | -                  | -           | -           | -           | 18     | 0      |
| 2014-2015              | Floriana               | PL                     | 22+10      | 10+2       | CM              | 2               | 1               | -                  | -                  | -                  | -           | -           | -           | 34     | 13     |
| 2015-2016              | Birkirkara             | PL                     | 24         | 10         | CM              | 3               | 2               | UEL                | 4                  | 0                  | SM          | 1           | 0           | 32     | 12     |
| 2016-2017              | Birkirkara             | PL                     | 28         | 13         | CM              | 1               | 0               | UEL                | 6                  | 0                  | -           | -           | -           | 35     | 13     |
| Totale Birkirkara      | Totale Birkirkara      | Totale Birkirkara      | 52         | 23         |                 | 4               | 2               |                    | 10                 | 0                  |             | 1           | 0           | 67     | 25     |
| 2017-2018              | FSV Francoforte        | RL                     | 20         | 10         | CG              | 1               | 0               | -                  | -                  | -                  | -           | -           | -           | 21     | 10     |
| 2018-2019              | FSV Francoforte        | RL                     | 33         | 10         | CG              | 2               | 1               | -                  | -                  | -                  | -           | -           | -           | 35     | 11     |
| 2019-2020              | FSV Francoforte        | RL                     | 16         | 0          | CG              | 1               | 1               | -                  | -                  | -                  | -           | -           | -           | 17     | 1      |
| Totale FSV Francoforte | Totale FSV Francoforte | Totale FSV Francoforte | 69         | 20         |                 | 4               | 2               |                    | -                  | -                  |             | -           | -           | 73     | 22     |
| 2020-2021              | Tarxien Rainbows       | PL                     | 22         | 9          | CM              | 2               | 1               | -                  | -                  | -                  | -           | -           | -           | 24     | 10     |
| 2021-2022              | St. Lucia              | PL                     | 21+5       | 7+1        | CM              | 4               | 2               | -                  | -                  | -                  | -           | -           | -           | 30     | 10     |
| 2022-2023              | Gudja Utd              | PL                     | 12         | 5          | CM              | 0               | 0               | -                  | -                  | -                  | -           | -           | -           | 12     | 5      |
| Totale carriera        | Totale carriera        | Totale carriera        | 368        | 115        |                 | 30              | 11              |                    | 13                 | 0                  |             | 1           | 0           | 412    | 126    |

## Palmarès

### Club

#### Competizioni nazionali
- Campionato sloveno: 2

Maribor:2008-2009, 2010-2011
- Coppa di Slovenia: 1

Maribor: 2010
- Supercoppa di Slovenia: 1

Maribor: 2009
- Coppa di Malta: 1

Sliema Wanderers: 2023-2024